# The Night the Light Went On in Long Beach
| 평가 점수                     | 평가 점수 |
| 출처                          | 점수      |
| ----------------------------- | --------- |
| AllMusic                      | [ 1 ]     |
| Encyclopedia of Popular Music | [ 2 ]     |
| MusicHound                    | 2/5       |

《The Night the Light Went On in Long Beach》는 영국의 록 밴드 일렉트릭 라이트 오케스트라(ELO)가 1974년 5월 12일, 저녁 캘리포니아주 롱비치에 있는 롱비치 오디토리엄에서 녹음한 라이브 음반으로, 그 제목은 비키 로렌스의 〈The Night the Lights Went Out in Georgia〉를 풍자한 것이다.

## 배경
이 라이브 음반은 《On the Third Day》의 후속작으로 기획되었으나, 원래의 녹음은 무대 안팎에서 발생한 기술적 문제로 인해 훼손되었다. 문제는 밴드의 장비를 실은 트럭이 공연장으로 가는 도중 고장 나면서 시작되었고, 그 결과 밴드는 공연 전에 제대로 된 사운드체크를 할 시간이 부족했다.
초기 바이닐 반의 음질은 매우 형편없어, 결국 ELO의 매니지먼트는 손해 배상을 위해 제작사를 상대로 소송을 제기했다. 미크 해거티가 디자인한 원반의 화려한 게이트폴드 슬리브에는 1950년대풍 공포 영화에서 튀어나온 듯한 만화 같은 군중이 보이지 않는 빛의 근원에서 도망치는 모습이 그려져 있었으며, 슬리브 위에는 음반 제목이 휘갈겨 쓰여 있었다. 안쪽에는 밴드가 무대에서 연주하는 왜곡된 사진들이 담겨 있었다.
결국 ELO의 영국과 미국 레이블 모두 《The Night the Light Went On in Long Beach》의 발매를 보류하기로 결정했다. 이 음반은 독일과 오스트레일리아 등 몇몇 국가에서만 정식으로 발매되었으며, 영국에서는 1985년에야 비로소 발매되었다. 미국에서는 공식 발매되지 않았지만, 미국 내 전문 록 음악 매장들에서는 수입 음반으로 상당히 잘 팔렸다. 그러나 미국에서 이 음반의 라이브 버전 중 〈10538 Overture〉는 스튜디오 음반 《Face the Music》의 싱글 〈Evil Woman〉의 B면 곡으로 사용되었다. 또한, 롱비치 라이브 버전의 〈Roll Over Beethoven〉은 CBS 명예의 전당 45 재발매 시리즈에서 〈Telephone Line〉의 다른 버전 B면으로 미국에서 제한적으로 발매되었다.

## 곡 목록
| #  | 제목            | 작사·작곡     | 재생 시간 |
| -- | --------------- | ------------- | --------- |
| 1. | 〈Daybreaker〉  | 제프 린       | 2:12      |
| 2. | 〈Showdown〉    | 린            | 4:21      |
| 3. | 〈Day Tripper〉 | 레논-매카트니 | 6:40      |

| #  | 제목                                                     | 작사·작곡                            | 재생 시간 |
| -- | -------------------------------------------------------- | ------------------------------------ | --------- |
| 4. | 〈10538 Overture〉                                       | 린                                   | 5:44      |
| 5. | 〈Mik's Solo/Orange Blossom Special〉                    | 믹 카민스키/어빈 T. 로즈             | 2:28      |
| 6. | 〈In the Hall of the Mountain King/Great Balls of Fire〉 | 에드바르 그리그/잭 해머, 오티스 레딩 | 8:35      |
| 7. | 〈Roll Over Beethoven〉                                  | 척 베리                              | 4:25      |